# Traspaso de poderes
Traspaso de poderes es la sucesión entre un gobierno y el siguiente; un periodo en el que las administraciones saliente y entrante deben entregar y recibir el control de los mecanismos de poder y de los espacios físicos desde donde se ejerce, así como la información necesaria, evitando en lo posible el vacío de poder. Usualmente se realiza algún tipo de escenificación o ceremonia simbólica. La alternancia en el poder se realiza habitualmente de forma pacífica, en las democracias como consecuencia de un resultado electoral; la toma del poder de forma violenta, o al menos sin el consentimiento del poder saliente, se produce mediante golpes de estado o revoluciones.

## Diferentes regímenes políticos

### Jefes de Estado
En las repúblicas presidencialistas, el nuevo presidente de la República suele ser proclamado con una ceremonia de investidura presidencial en la que el anterior le hace entrega de algún elemento simbólico del poder (como un bastón de mando o una banda presidencial). En el sistema político estadounidense está muy codificado el periodo denominado transición presidencial, que va desde la proclamación del resultado electoral (noviembre) hasta la "inauguración" (en enero del año siguiente) de la nueva presidencia con la ceremonia de jura del hasta entonces "presidente electo".
En las repúblicas parlamentarias o no presidencialistas, en que el poder ejecutivo es ejercido por el jefe de Gobierno, el ceremonial es menos solemne, pero igualmente lo hay. Lo mismo ocurre en las monarquías parlamentarias (similares funciones -que no incluyen el poder gubernamental- tienen un rey en una monarquía constitucional -España o Suecia- y un presidente de una república parlamentaria -Italia o Alemania-). Dado que es el Parlamento el que realiza la investidura, tras las elecciones legislativas se realiza una tramitación que puede incluso no concluir con el traspaso de poderes al candidato previsto inicialmente. Es proverbial la rapidez con que se produce el traspaso de poderes en el Reino Unido (en cuestión de horas entra el nuevo "inquilino de Dowing Street").
En las monarquías (independientemente de su naturaleza antigua, medieval o moderna, absoluta o limitada), a no ser que se produzca una abdicación o una asociación al trono, la sucesión se produce, por orden sucesorio, tras la muerte del rey anterior; momento en el que se produce un interregno, la discontinuidad entre dos reinados que puede suscitar problemas. Para evitarlos se estableció en algunas monarquías la fórmula "el rey ha muerto, viva el rey", con lo que incluso antes de la coronación del nuevo rey, ya quedaba en la práctica proclamado (en la tradición española, alzando pendones como reconocimiento).

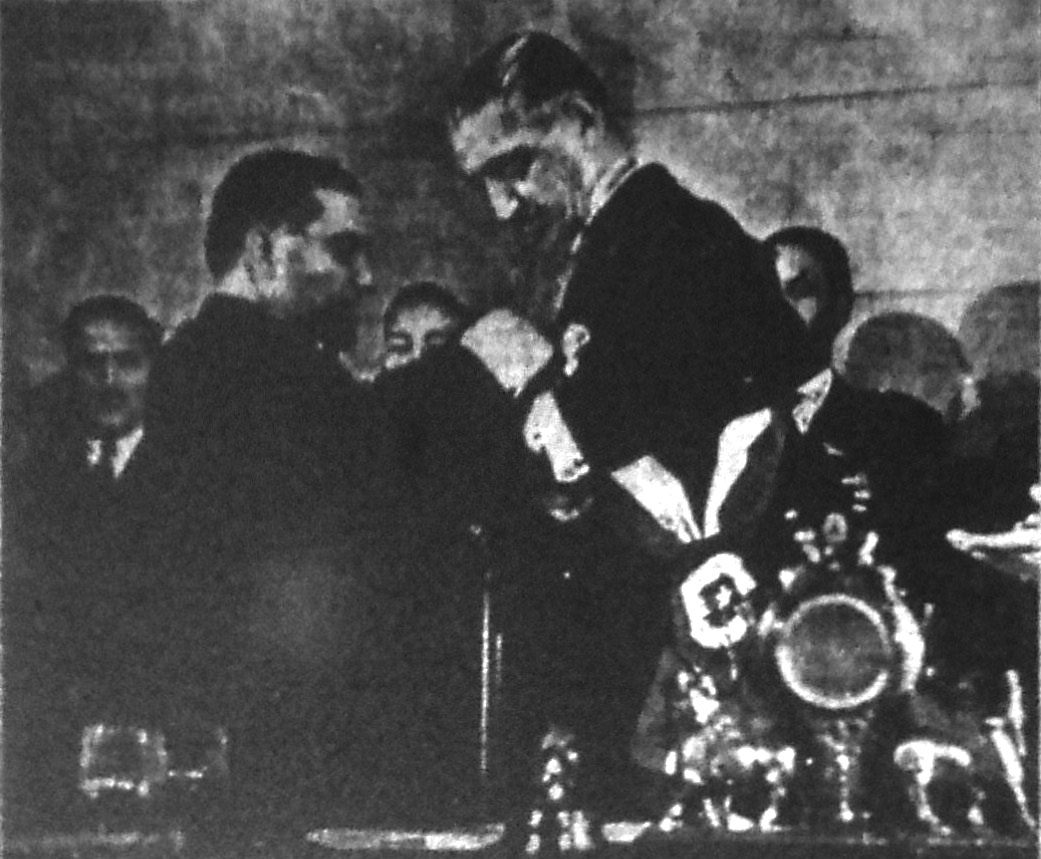
Chile. Investidura del presidente Juan Antonio Ríos, 3 de abril de 1942.
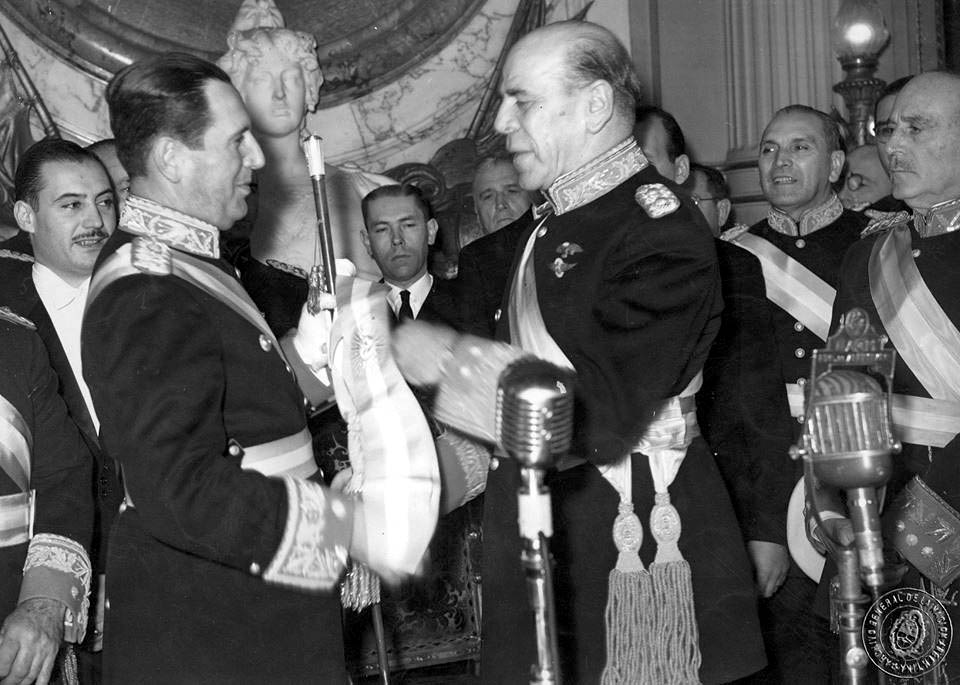
Argentina. Juan Domingo Perón recibe la banda presidencial del presidente saliente Edelmiro Farrel, 4 de junio de 1946.
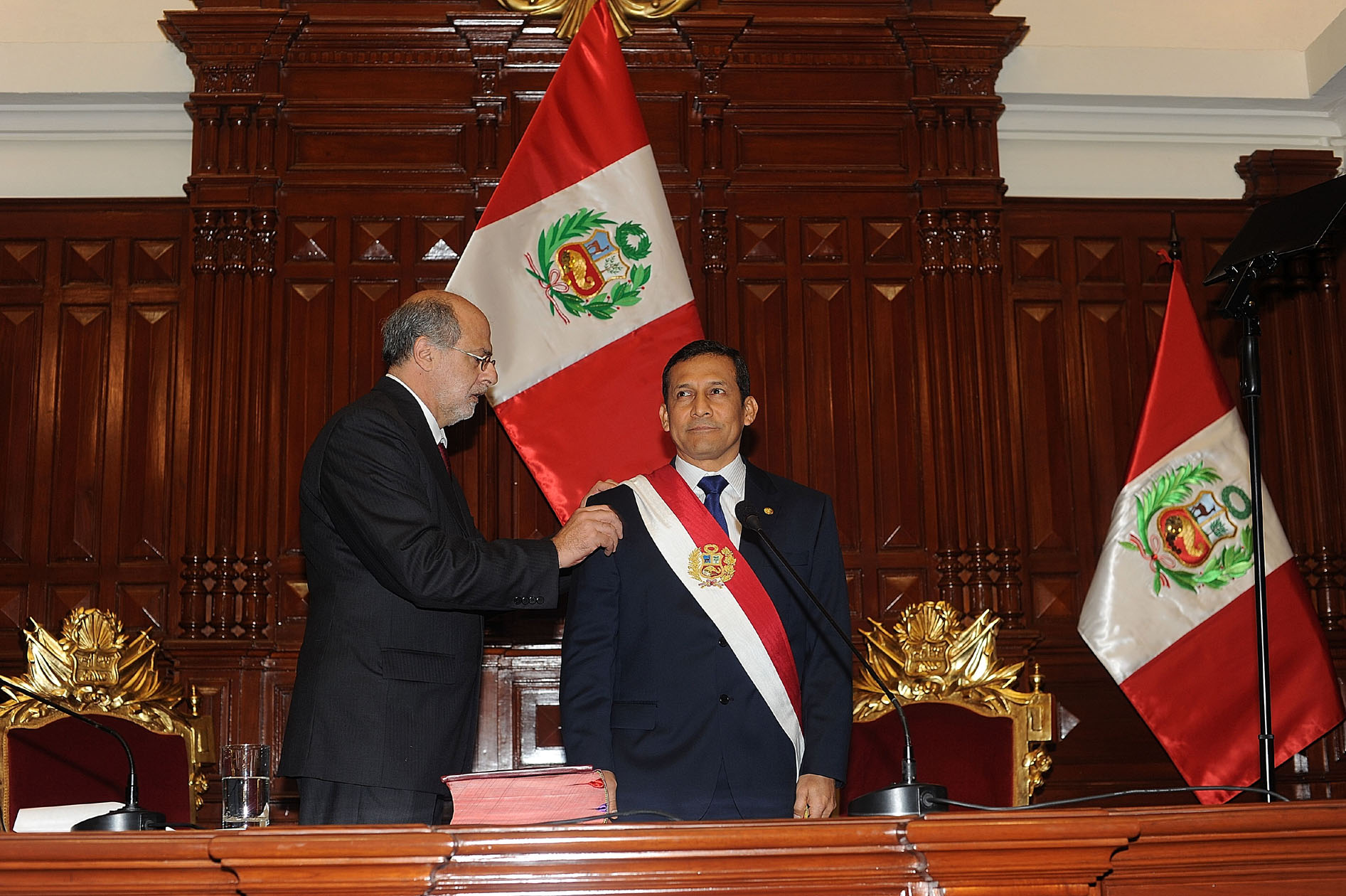
Perú. El presidente del Congreso, Daniel Abugattás, impone la banda presidencial de Perú a Ollanta Humala.
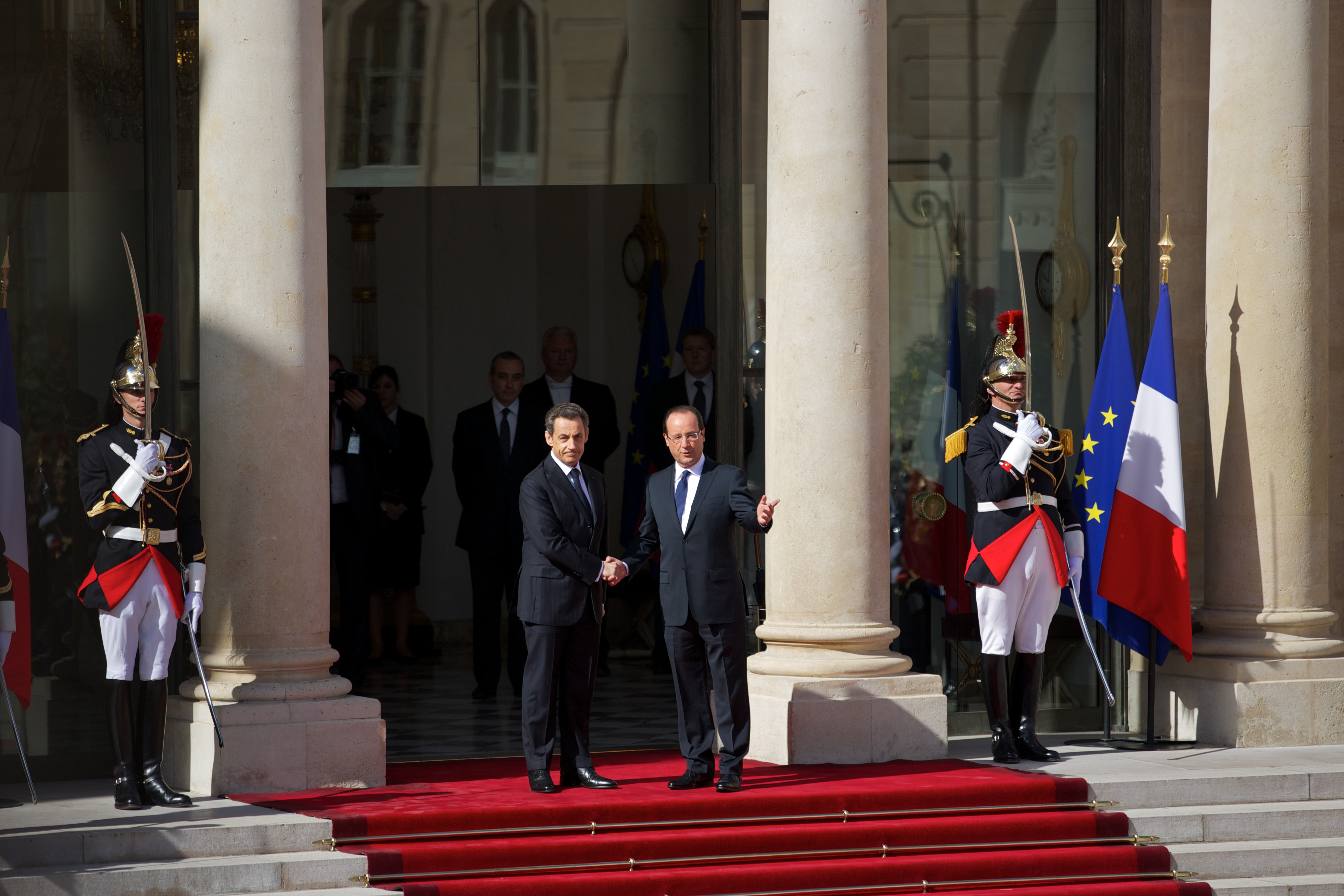
Francia. Traspaso de poderes Sarkozy - Hollande, 15 de mayo de 2012.
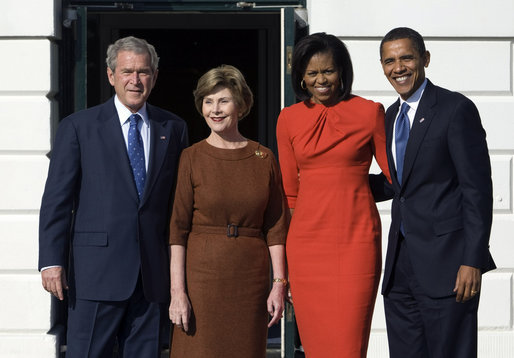
Estados Unidos. Traspaso de poderes Bush - Obama, 2008-2009.
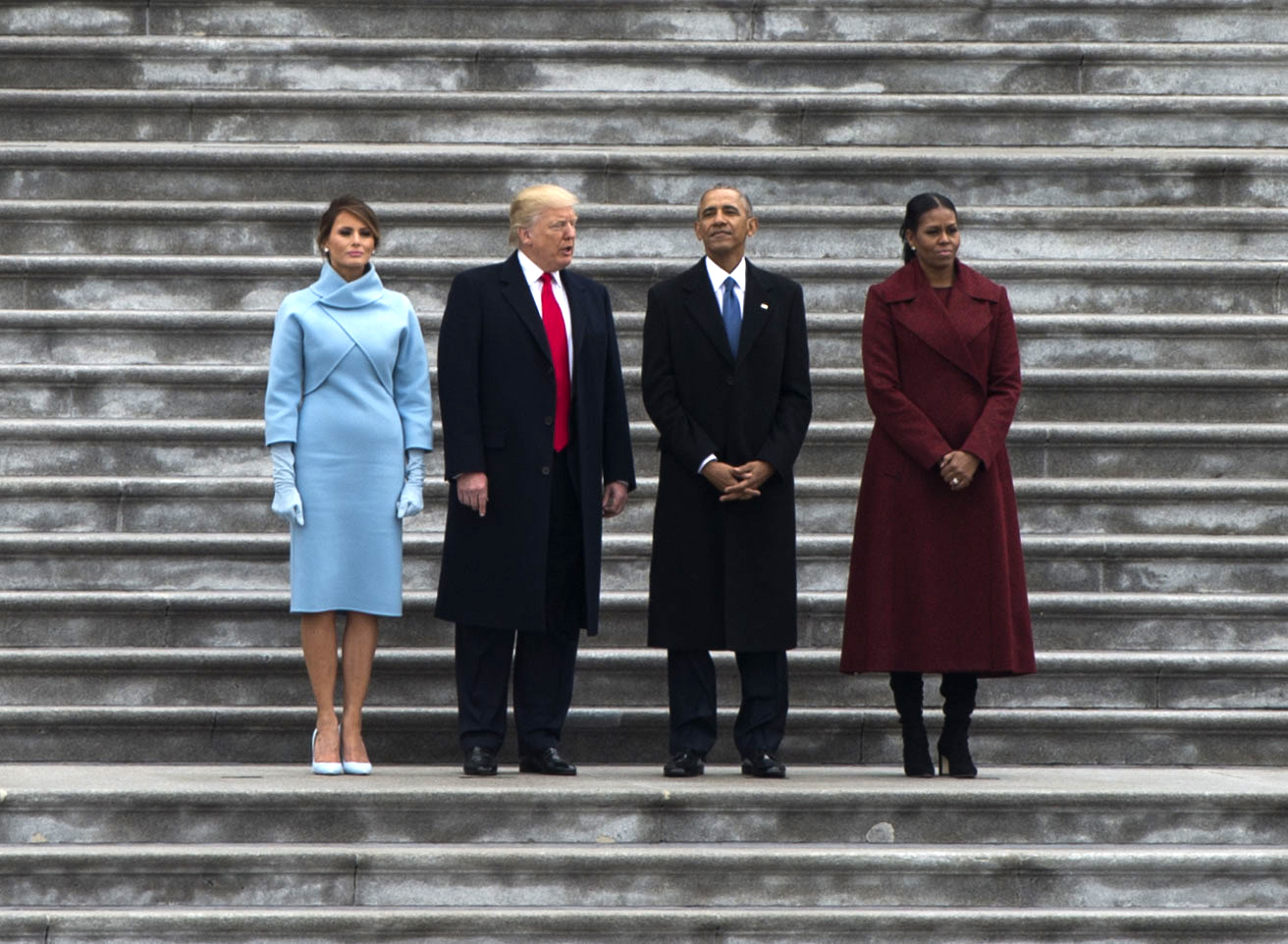
Traspaso de poderes Obama - Trump, 2016-2017.
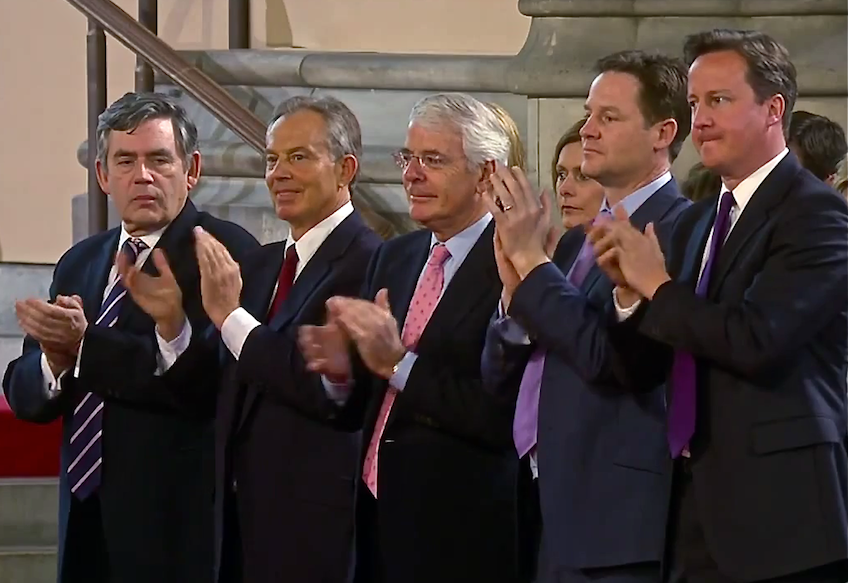
Varios ocupantes del cargo de primer ministro británico.
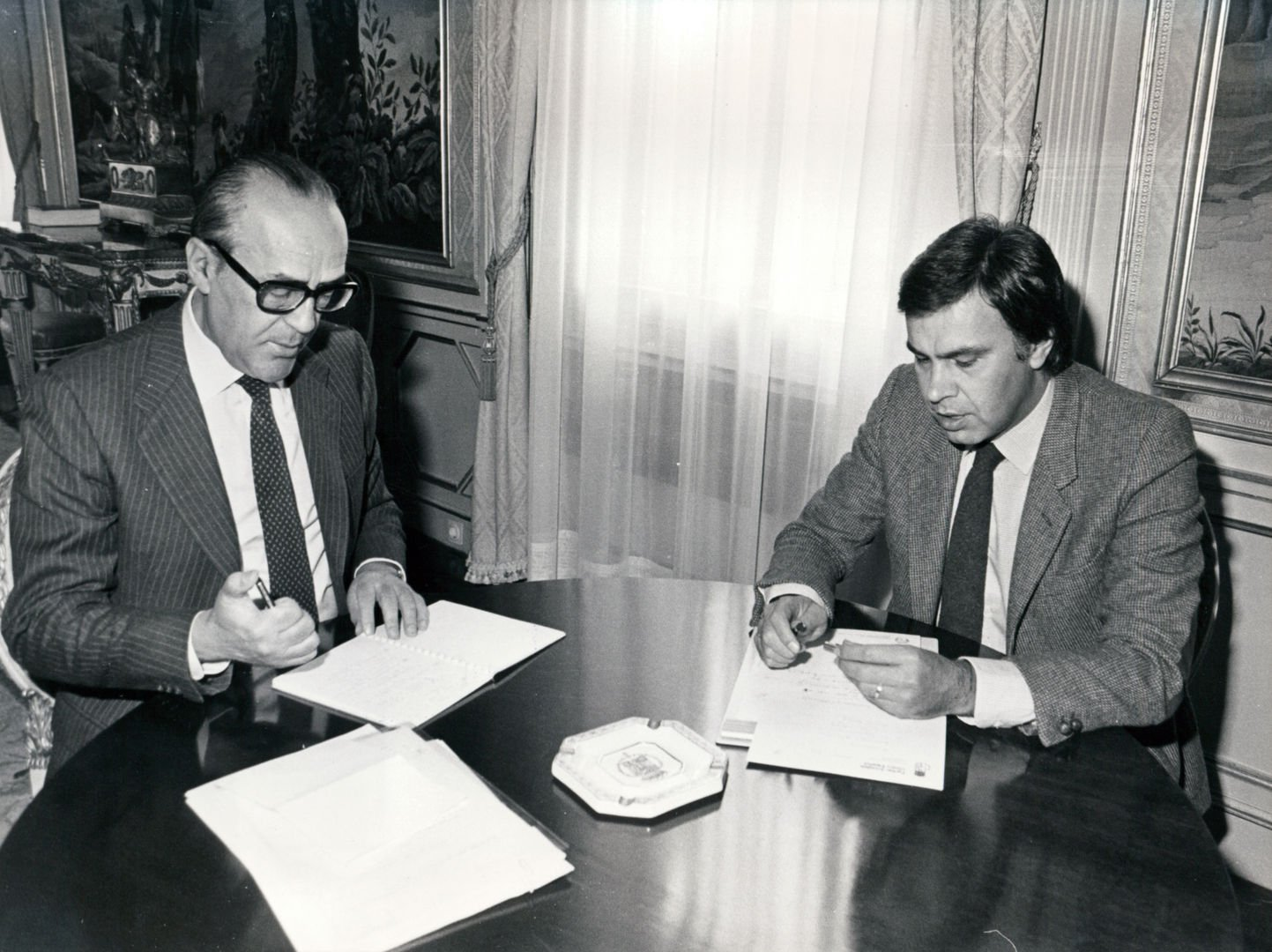
España. Traspaso de poderes Calvo-Sotelo - González, 1982.
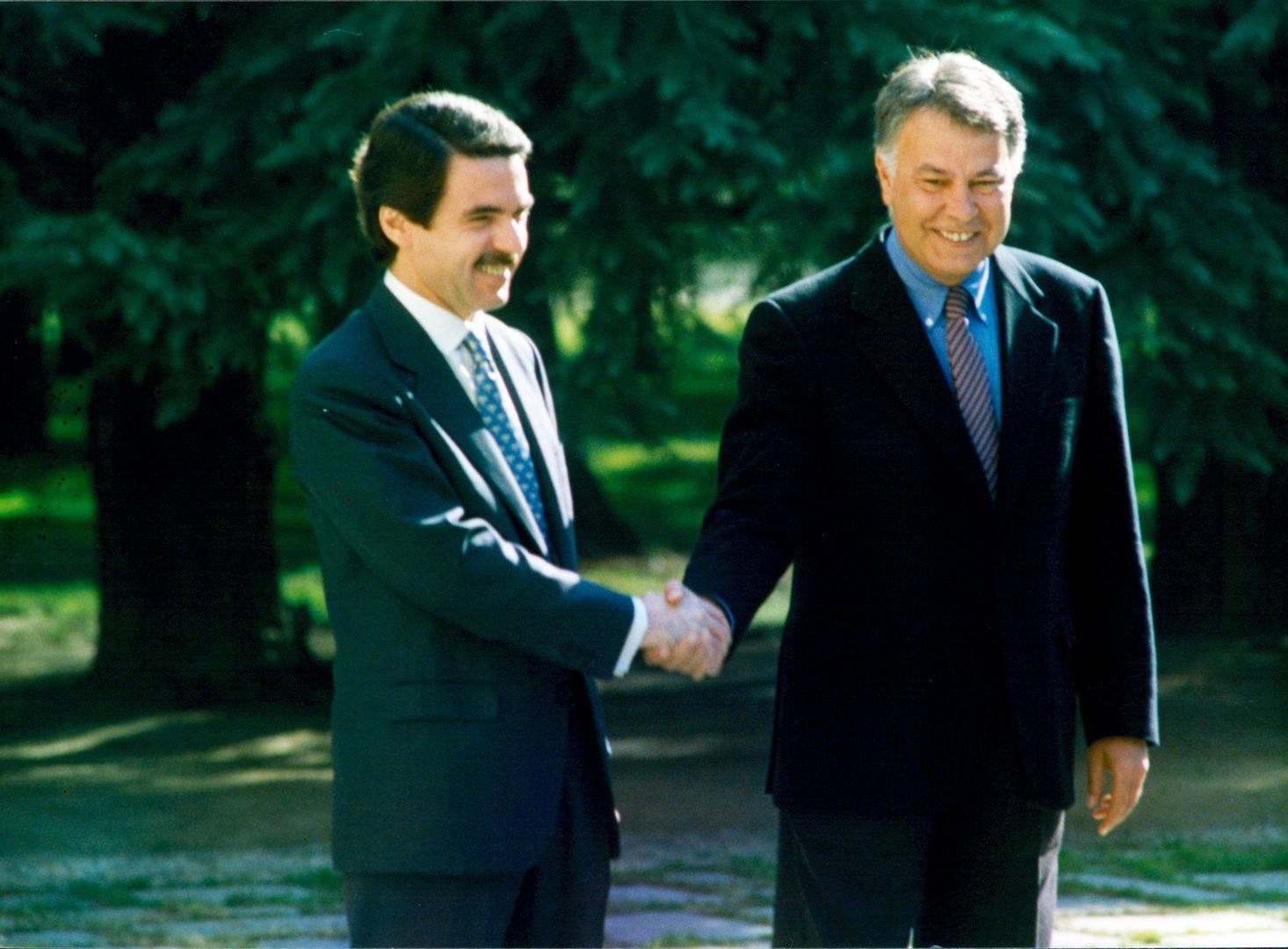
Traspaso de poderes González - Aznar, 1996.
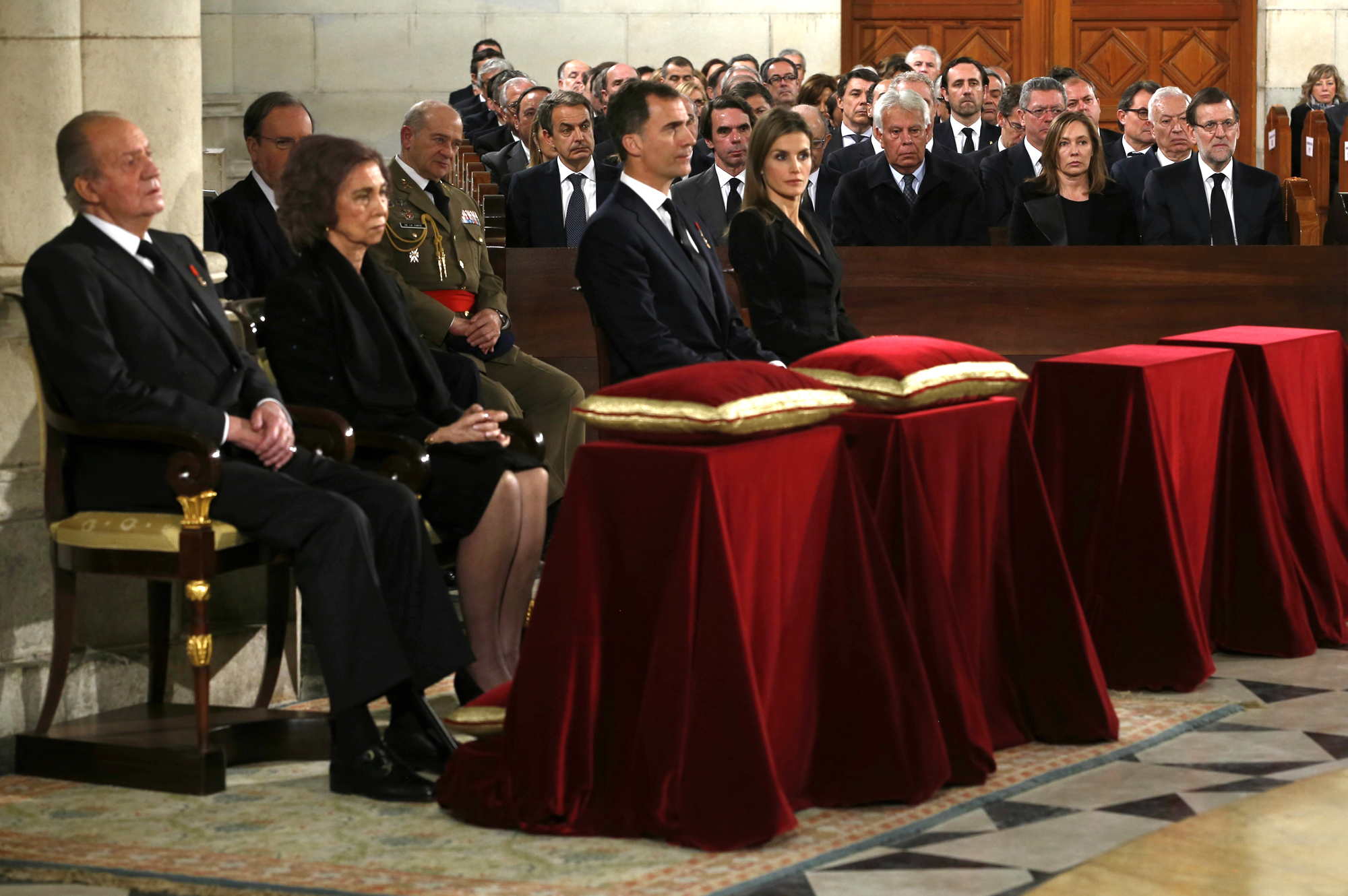
Funerales de Adolfo Suárez (tras los reyes, los presidentes del gobierno aún vivos-), 2014.
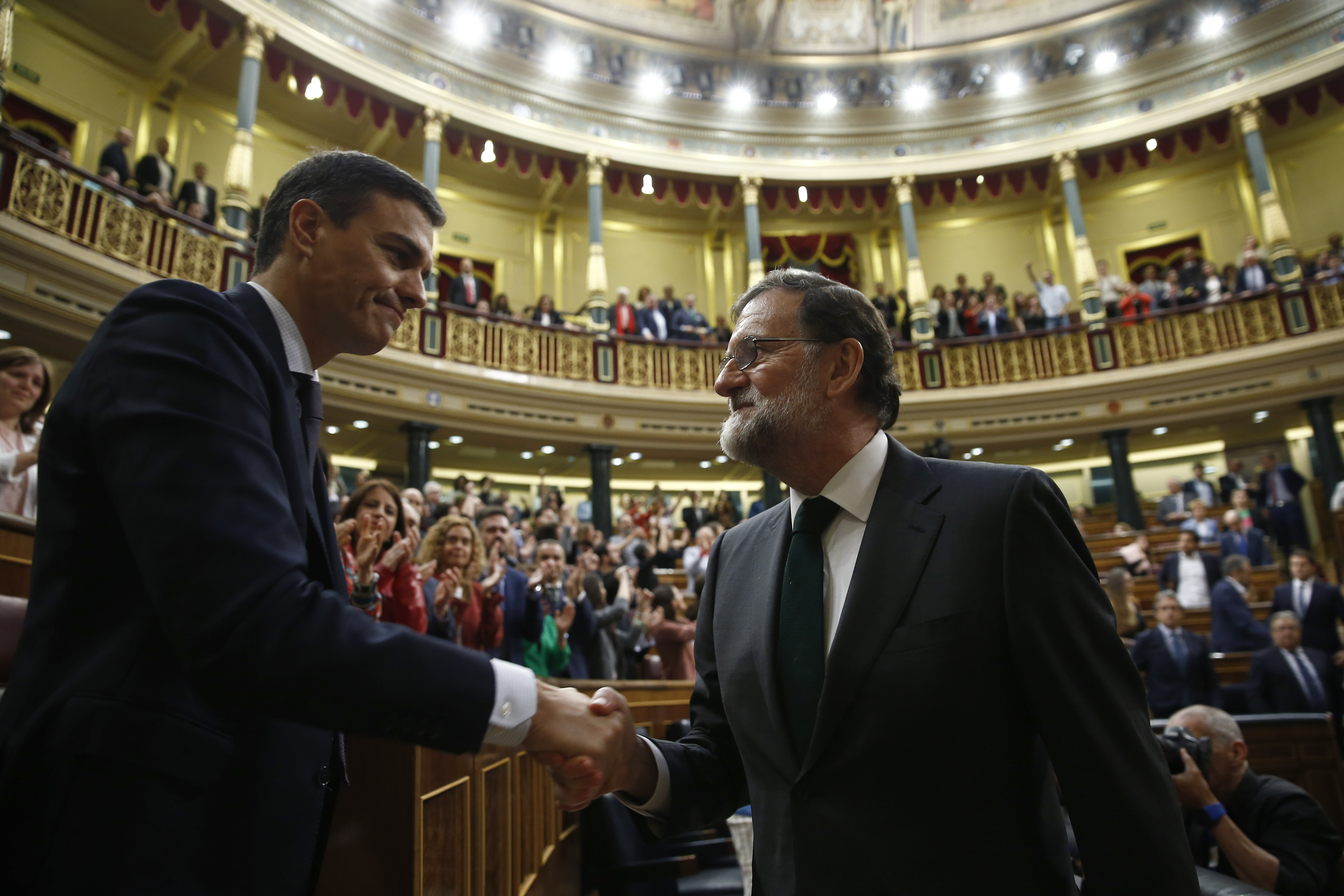
Mariano Rajoy felicita a Pedro Sánchez, luego de la moción de censura en 2018.

### Otros cargos
En el caso de España, para el caso de los ministros, se simboliza con una cartera; en el caso de los alcaldes, con una vara o bastón. En muchas tradiciones militares, un sable o espada.

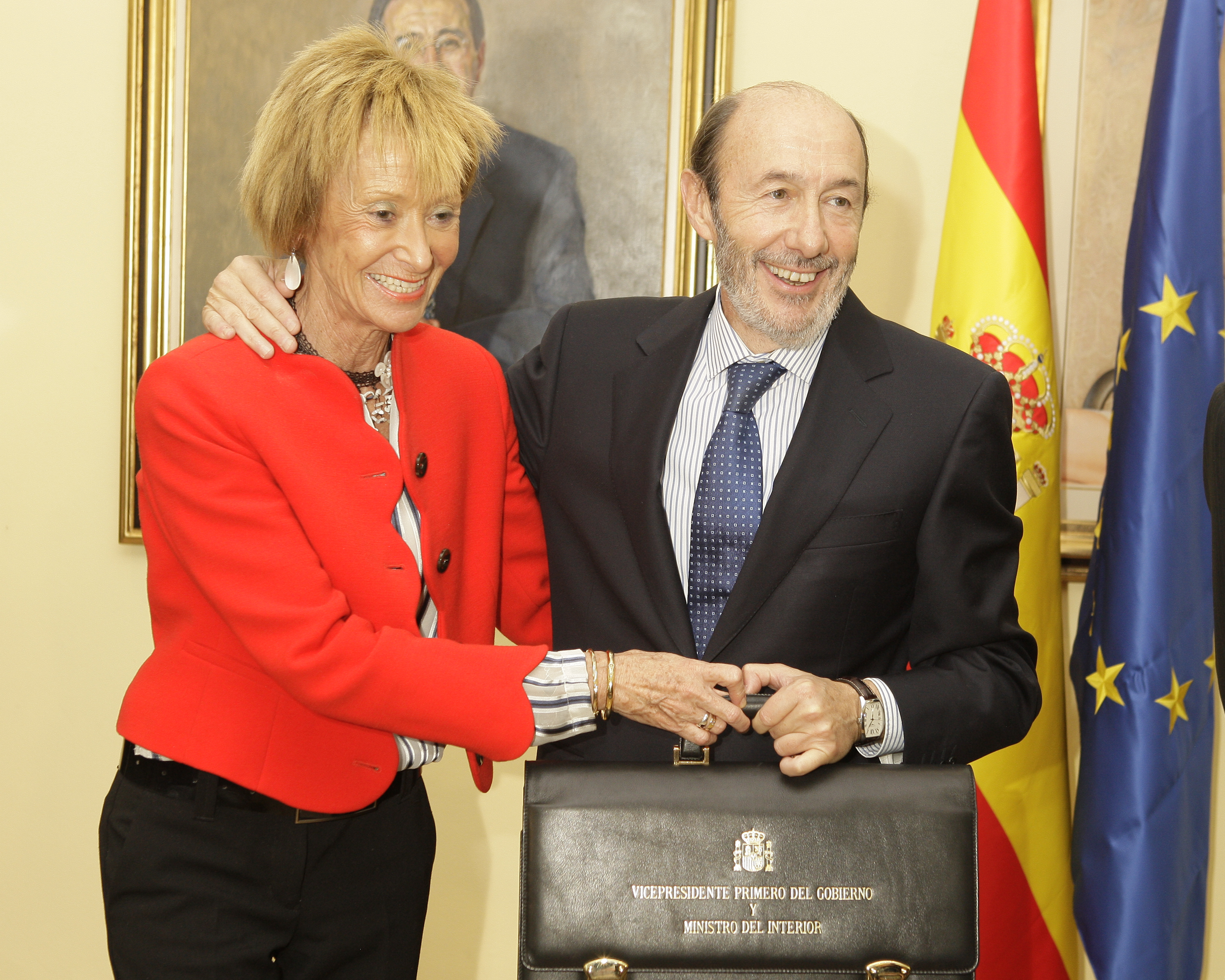
Traspaso de cartera entre Teresa Fernández de la Vega y Alfredo Pérez Rubalcaba, 21 de octubre de 2010. En este caso se trató de un relevo ministerial dentro del mismo mandato presidencial.
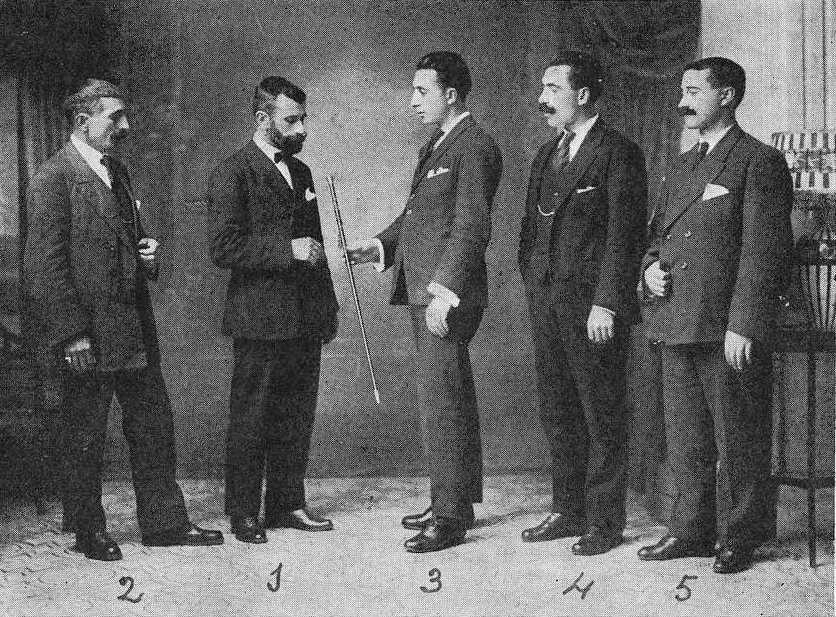
Gabriel Porto Neira recibe el bastón o vara de alcalde, 1920.
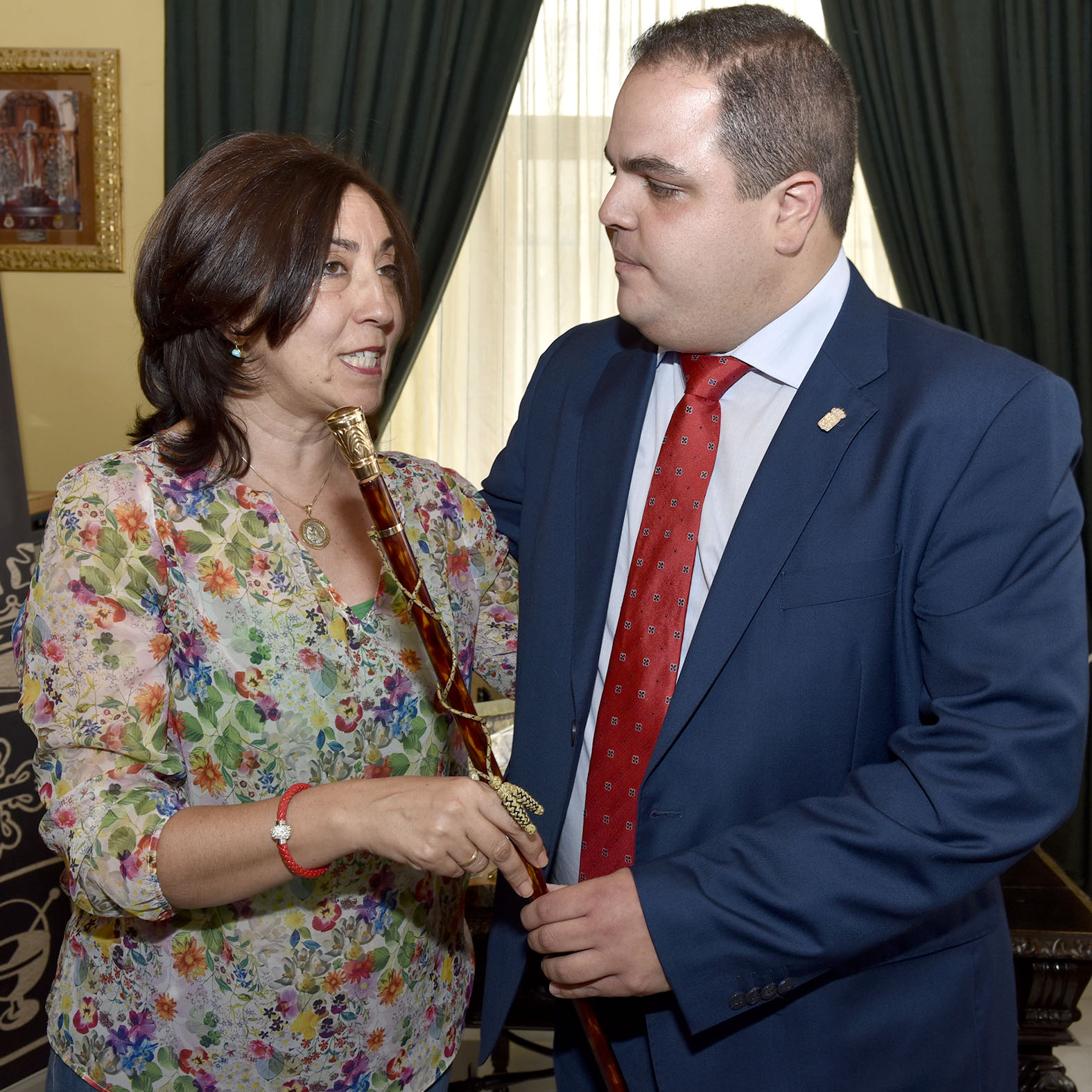
Sofía Nieto, alcaldesa saliente de Martos, cede el bastón o vara al alcalde entrante, Víctor Torres, 2015.
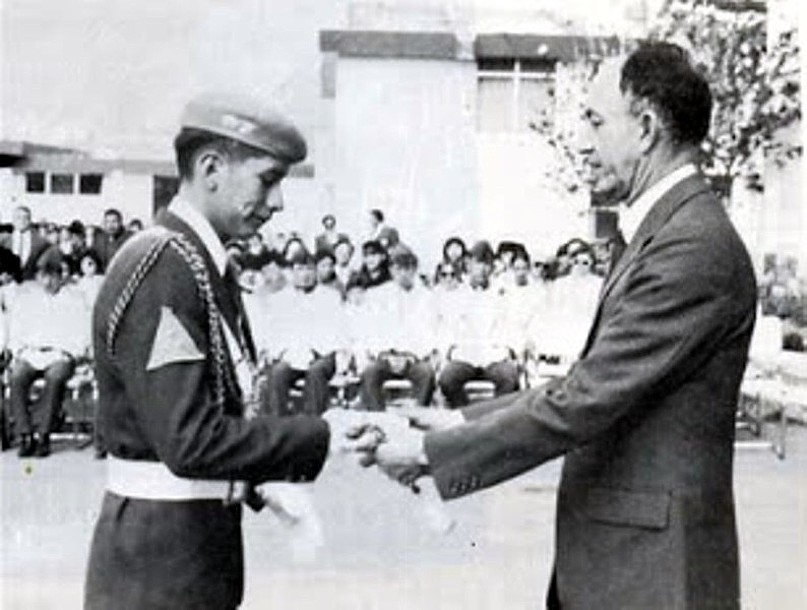
Entrega del Sable de Mando en una academia militar.
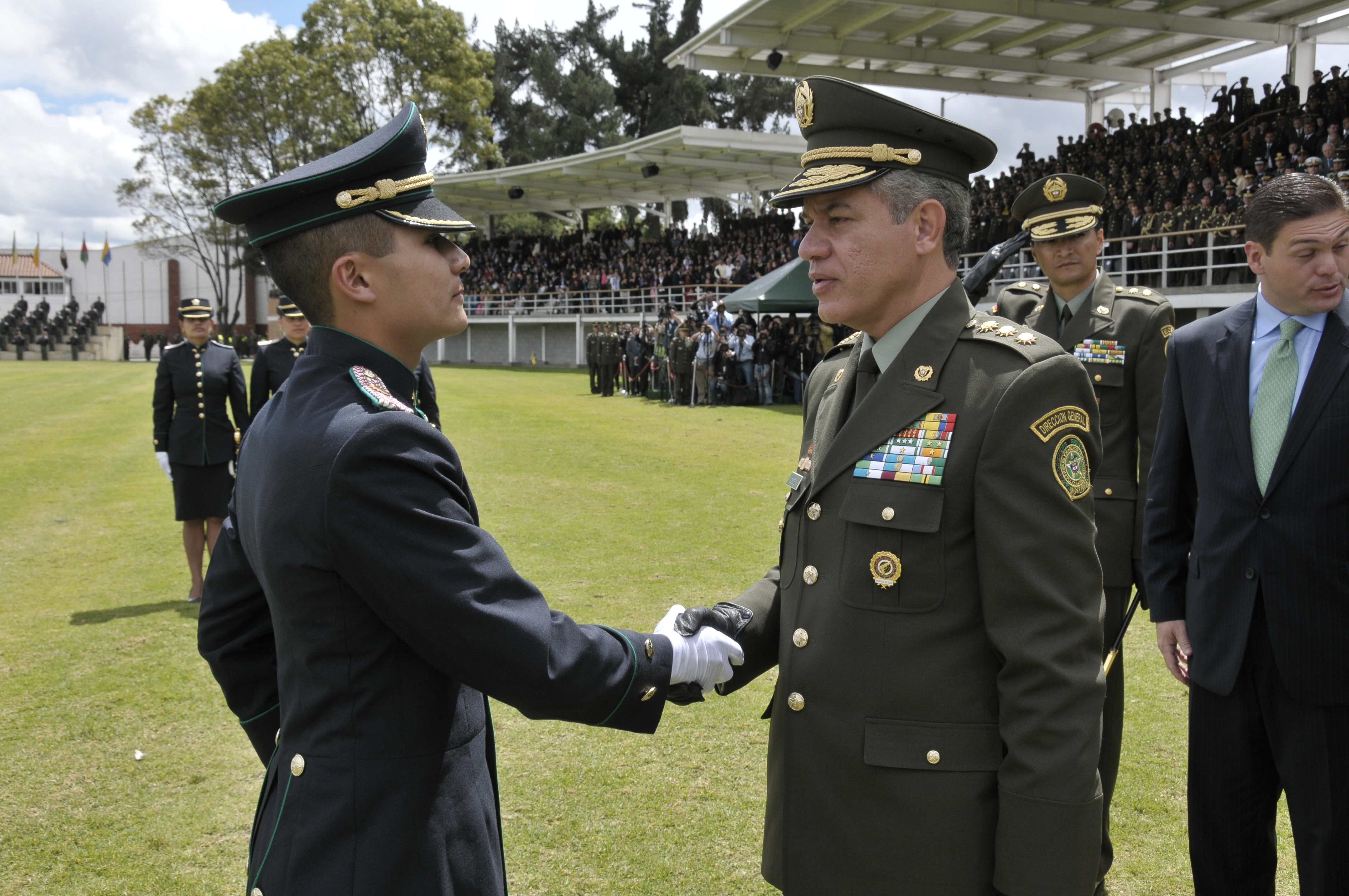
Ceremonia de transmisión de mando de la Policía Nacional de Colombia, 12 de junio de 2012.

## Cesión o entrega del mando
En contextos militares, el mando en plaza se cede o entrega por el que lo ocupa al que le releva en él; en el caso de una sucesión pacífica, entre mandos del mismo ejército. Cuando lo que ha ocurrido es la toma militar o rendición de una plaza, especialmente cuando se realiza mediante capitulación (es decir, con algún tipo de negociación que permite el encuentro), suele realizarse una ceremonia formal en la que el poder se trasmite entre los jefes de las fuerzas enemigas. La espada o las llaves de la ciudad, inicialmente un mecanismo efectivo, se convirtieron en un elemento simbólico que el vencido entregaba al vencedor.

El caudillo galo Vercingétorix arroja sus armas a los pies del general romano Julio César tras el sitio de Alesia, 52 a. C. (pintura de Lionel Noel Royer).
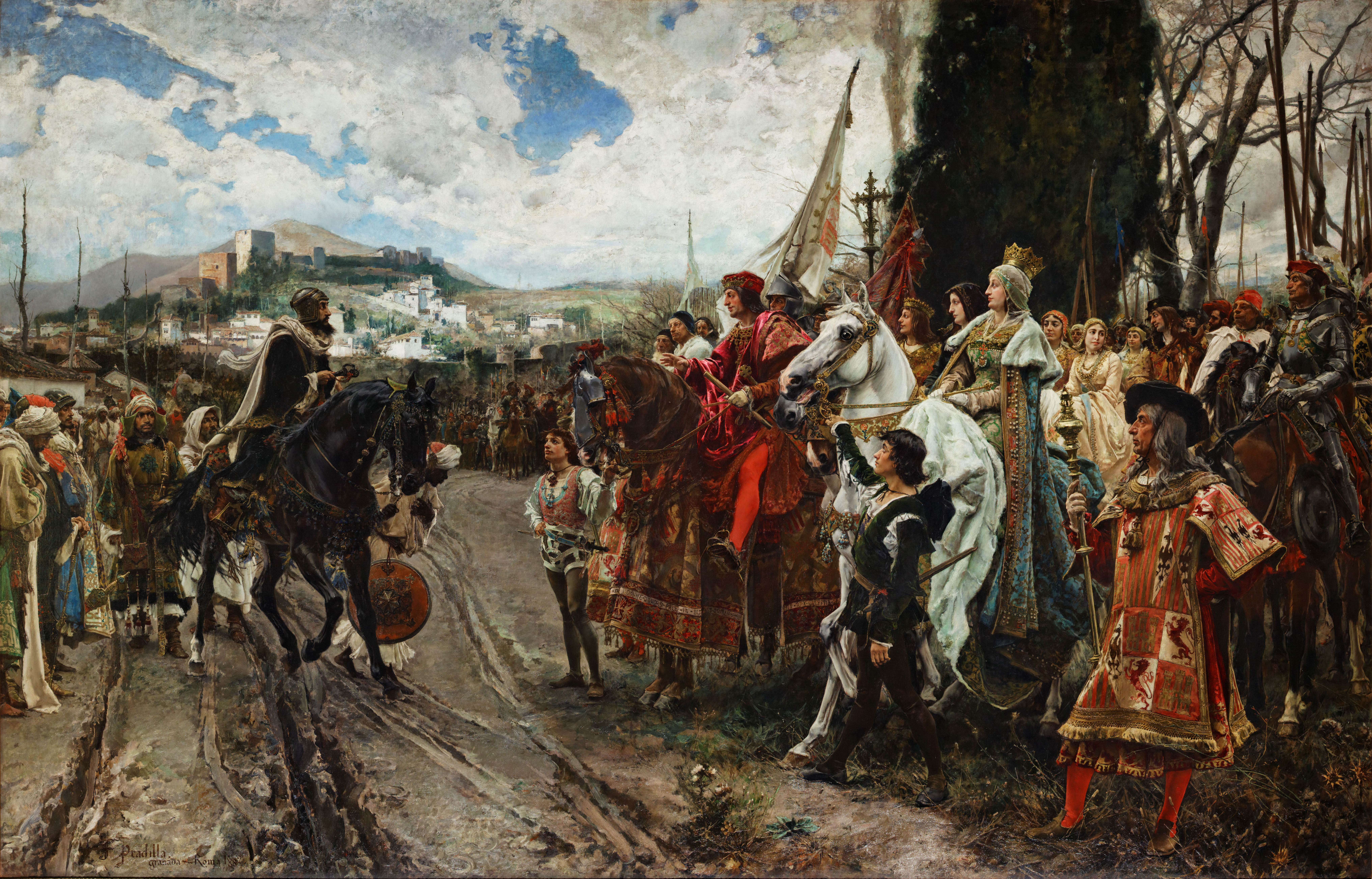
La rendición de Granada (pintura de Francisco Pradilla). El rey Boabdil entrega las llaves de la ciudad a los Reyes Católicos, 1492.
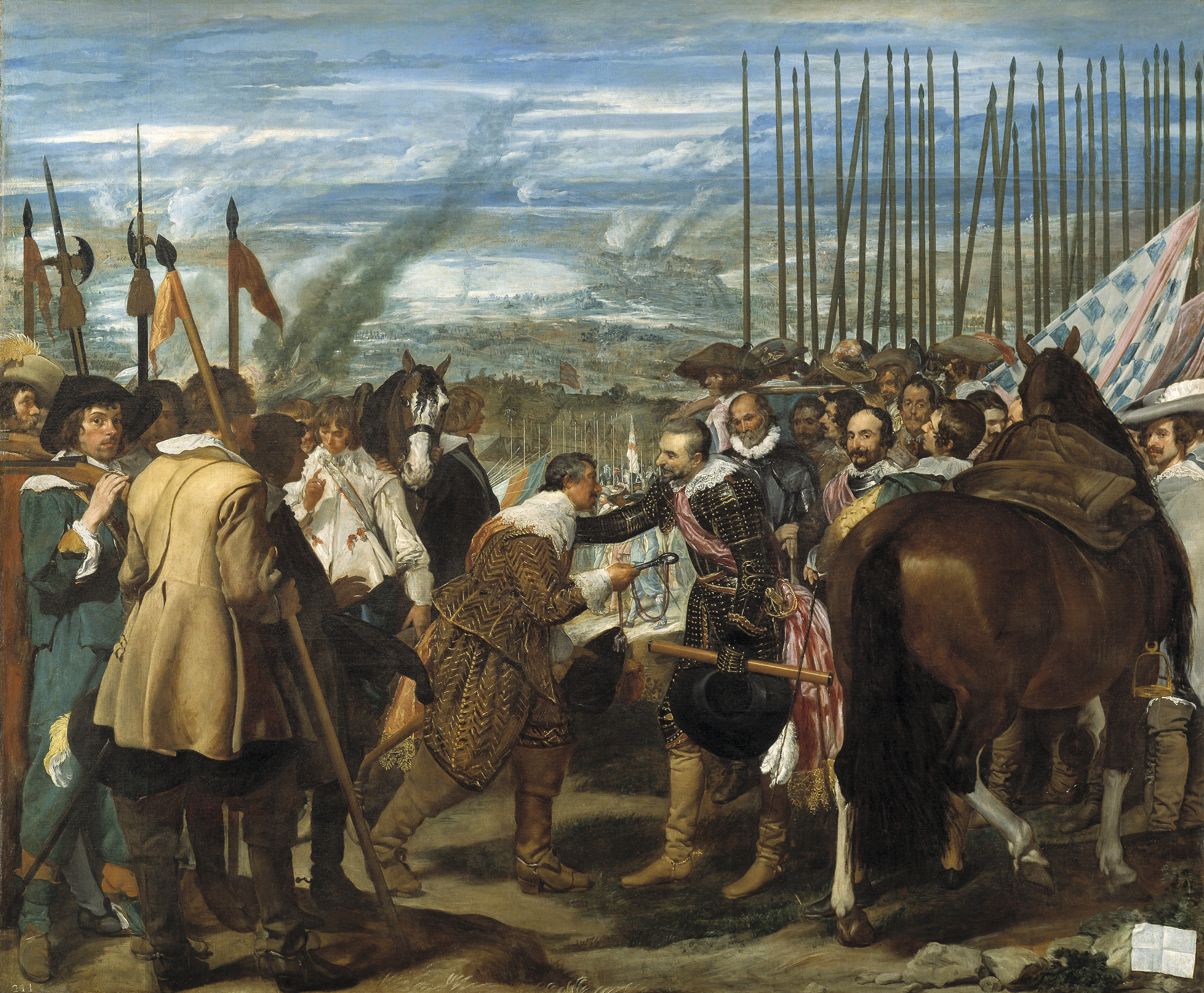
La rendición de Breda (pintura de Diego Velázquez). Justino de Nassau entrega las llaves de la ciudad a Ambrosio de Espínola, 1625.
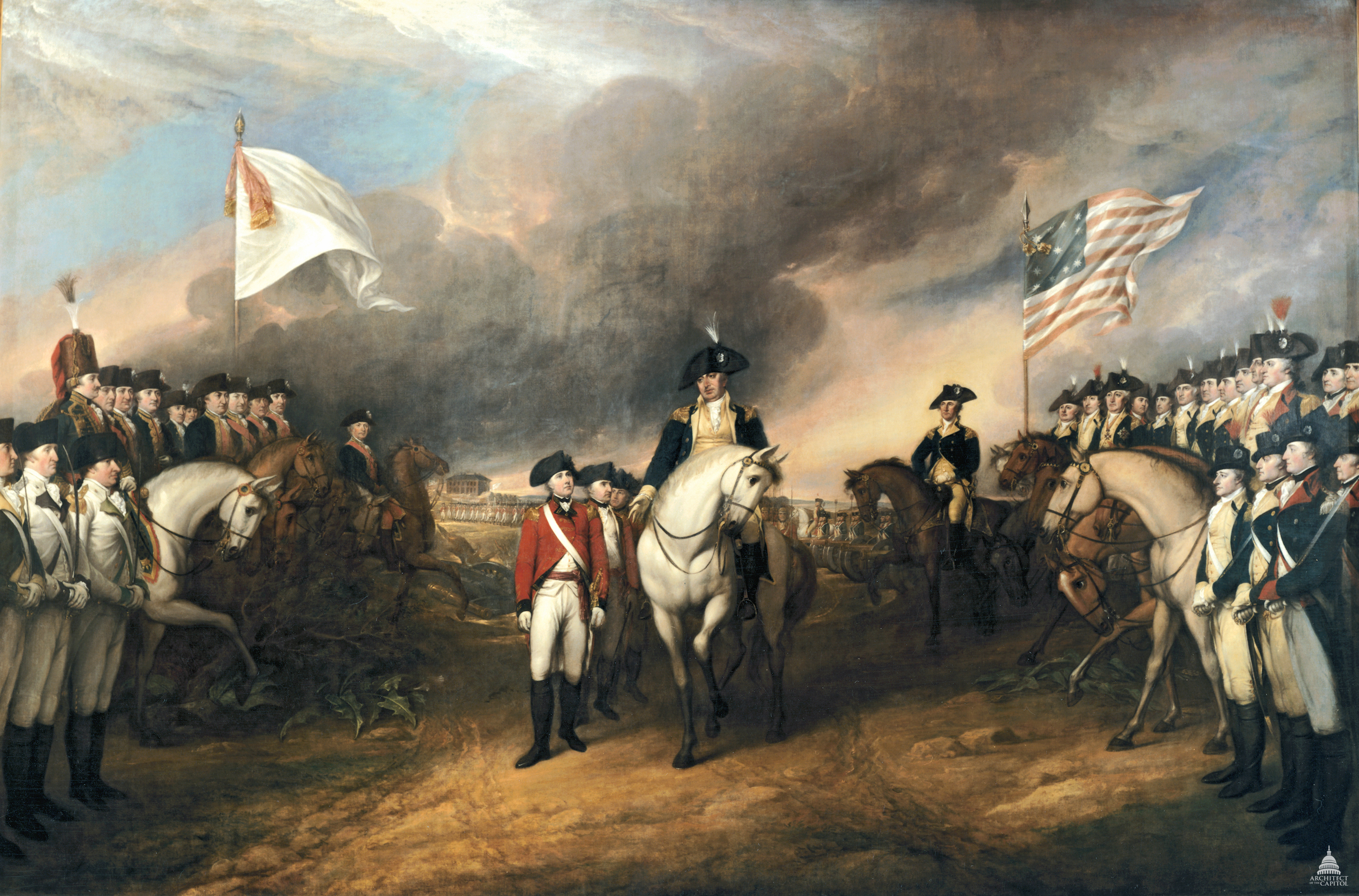
El general inglés Lord Cornwallis se rinde a los estadounidenses tras la batalla de Yorktown, 1781 (pintura de John Trumbull).
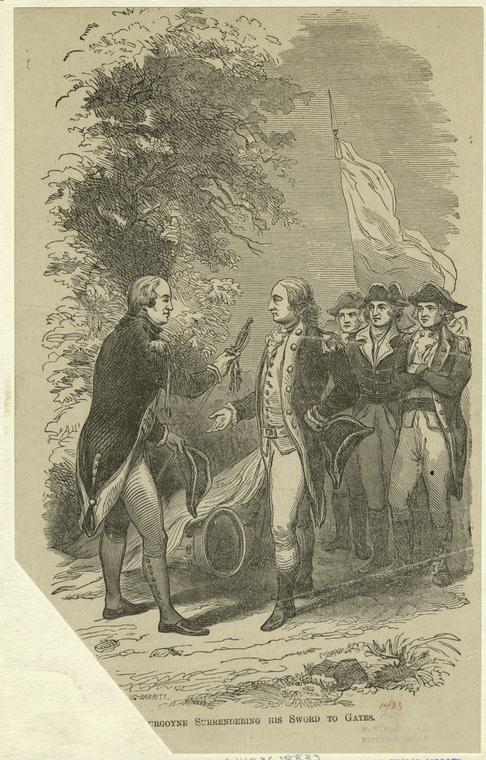
El general inglés Burgoyne rinde su espada al general estadounidense Gates tras la batalla de Saratoga, 1777.
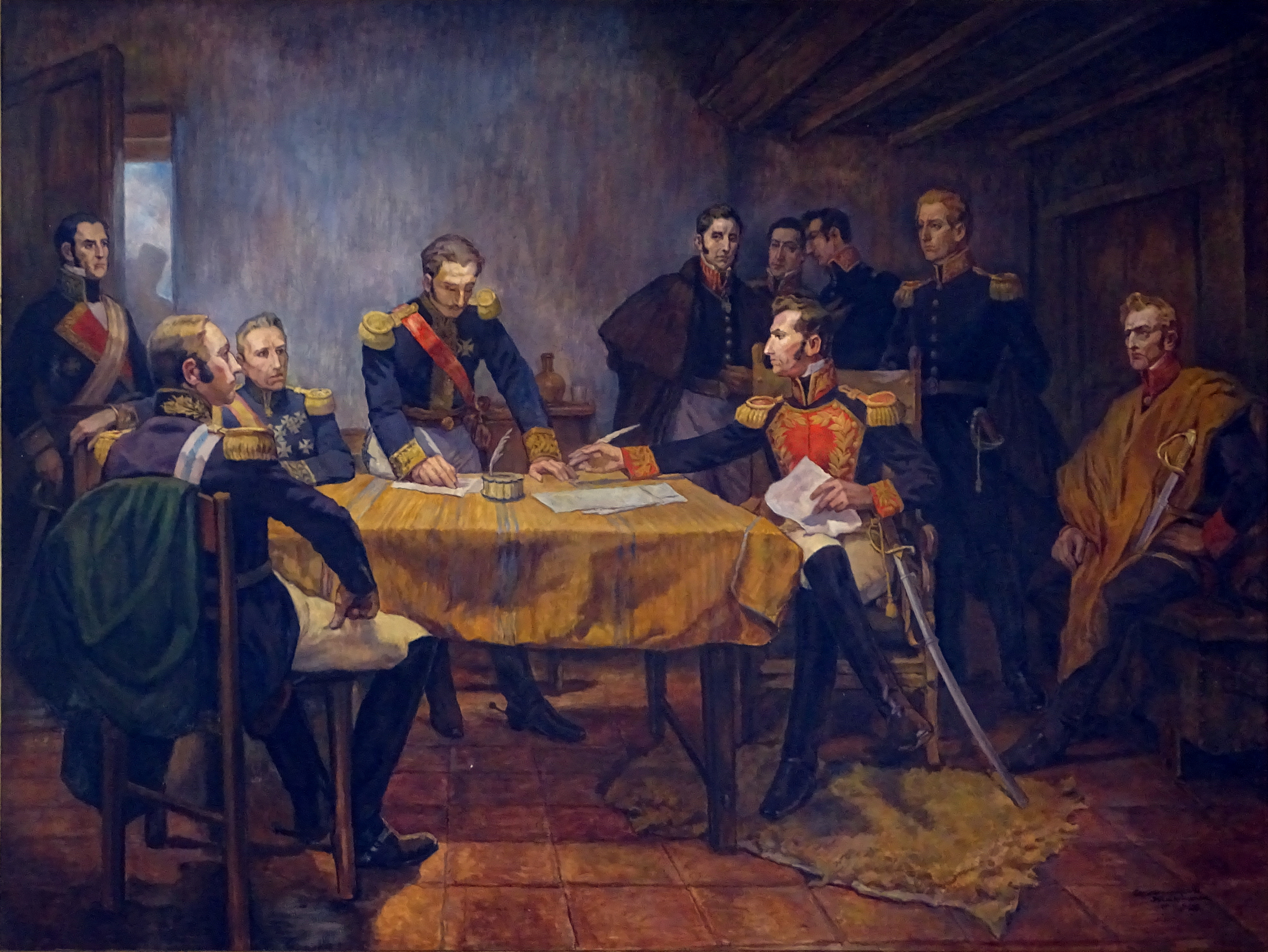
Firma de la Capitulación de Ayacucho, 9 de diciembre de 1824 (pintura de Daniel Hernández Morillo).
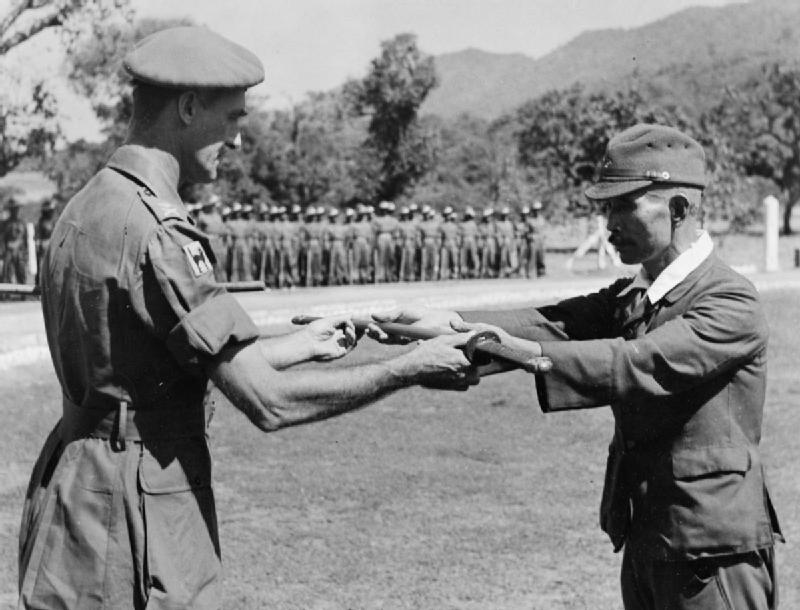
El general japonés Takejara rinde su espada al mayor británico Crowther en Birmania, 1945.